# Pitardella caudatifolia
Pitardella caudatifolia là một loài thực vật có hoa trong họ Thiến thảo. Loài này được (Pit.) Tirveng. mô tả khoa học đầu tiên năm 2003.